# Camillo Bertarelli
Camillo Bertarelli (Capaccio, 10 marzo 1886 – Milano, 27 novembre 1982) è stato un ciclista su strada italiano, professionista dal 1908 al 1921.

## Carriera
Camillo Bertarelli, di famiglia milanese ma nato a Capaccio-Paestum in provincia di Salerno dove il padre ferroviere era temporaneamente capostazione, dopo il rientro della propria famiglia in Lombardia, fece presto parte della società ginnastica "Forti e Liberi" di Monza, durante una manifestazione della quale fu ucciso nel 1900 il Re Umberto primo. Ritrasferitasi la famiglia a Milano, Bertarelli fu incoraggiato a praticare il ciclismo sia dal parente Achille Bertarelli, industriale nonché intellettuale e rinomato collezionista, sia soprattutto dal fratello maggiore di questi, Luigi Vittorio Bertarelli, il quale, oltre ad essere esperto geografo e famoso speleologo, successivamente fu il primo presidente del Touring Club Italiano, evoluzione del Touring Club Ciclistico Italiano, di cui nel 1894 era stato uno dei fondatori. Luigi Vittorio, già a fine ottocento era tra l'altro riconosciuto come il primo autentico cicloturista, dato che aveva contribuito attivamente a divulgare la pratica ciclistica mediante i suoi avventurosi viaggi in bicicletta, del resto da lui stesso raccontati in diverse pubblicazioni e in alcuni volumi tuttora in commercio, nonché mediante la stesura di itinerari cartografici, anche altimetrici, pubblicati dal Touring Club Ciclistico Italiano stesso.
Camillo Bertarelli, dopo avere a sua volta coinvolto nell'avventura del ciclismo anche il fratello Attilio e dopo varie e rilevanti vittorie come dilettante ed indipendente, ottenne nelle corse maggiori diversi piazzamenti importanti, lottando ai più alti livelli coi migliori professionisti. Tra l'altro, dopo un soddisfacente piazzamento nel Giro d'Italia, nel medesimo anno fu ottavo nella finale classifica generale del Tour de France 1913, primo Tour con classifica fatta per somma di tempi, svoltosi su un percorso di ben 5287 chilometri che comprendeva, nell'ordine, i Pirenei e le Alpi. Al termine di questa undicesima edizione del Tour che, data la sua particolare durezza, vide soltanto 25 arrivati su 140 partenti, Bertarelli risultò primo degli italiani nonché primo nella speciale classifica della categoria degli isolati, conseguendo così la prima vera affermazione da parte italiana in una classifica ufficiale del Tour de France. In questa edizione del Tour giunse anche terzo nella quinta tappa da La Rochelle a Bayonne di 379 chilometri, dietro ai coalizzatisi belgi Van Lemberghe ed Everaerts. Oltre a buoni piazzamenti in varie Milano-San Remo e vari Giri di Lombardia, nonché nella Roma-Napoli-Roma, Giro dell'Emilia e Milano-Modena, nel 1916 si classificò in definitiva al secondo posto nel Giro di Lombardia, che ai tempi rappresentava una sorta di campionato del mondo di ciclismo ante litteram, dato che questo allora non era ancora ufficialmente organizzato, essendo la corsa che anche all'epoca tradizionalmente chiudeva tutta una stagione: dopo essere rimasto solo diverse volte al comando fu infine raggiunto a pochi chilometri dall'arrivo a seguito di tre forature consecutive, come descritto in modo dettagliato nella Gazzetta dello Sport dell'epoca. Nel 1920, infine, fu terzo nella classica italiana della Tre Valli Varesine. Dopo aver partecipato anche a varie Sei Giorni ed essere divenuto costruttore di biciclette col proprio marchio, si ritirò definitivamente nel 1921 avendo corso nell'arco di quattordici anni, sebbene con lunghe interruzioni e molte difficoltà nel periodo bellico, durante il quale come bersagliere ciclista fu ferito sul Monte Grappa.

## Piazzamenti

### Grandi giri
- Giro d'Italia

1913: 14º
- Tour de France

1913: 8º (1º della categoria isolati)
1914: 37º

### Classiche monumento
- Milano-Sanremo

1913: 7º